# Motín naval de Invergordon
El motin naval de Invergordon fue una huelga laboral de alrededor de mil marinos de la Flota Británica Atlántica de la Marina Real británica, que tuvo lugar en los días 15 y 16 de septiembre de 1931. Durante dos días, los buques de la Marina Real en el pueblo escocés de Invergordon estuvieron en paro, en una de las pocas huelgas militares en la historia británica.

## Causas
En septiembre de 1931, como una de sus medidas para lidiar con los efectos de la Gran Depresión, el gobierno encabezado por el primer ministro Ramsay MacDonald empezó a hacer reducciones al presupuesto nacional. Las medidas recomendadas para la Armada incluyeron una rebaja de salarios de un 10% (al igual que las reducciones a los sueldos de todos los empleados del sector público) para todo el personal, y la orden de la aplicación de la "nueva escala" de sueldos (introducida para las reclutas nuevos desde 1925). Una reducción de 10% aumentaría el impacto entre los marinos de rango menor. Los suboficiales que habían entrado antes de 1925 también tendrían una rebaja a la tasa nueva; esto llevaba a la pérdida del 25% de sus sueldos anteriores. Además, muchos marinos de clase obrera compartían el sentimiento de traición del movimiento sindical con la salida de Ramsay McDonald del Partido Laborista y su formación de un nuevo gobierno con los Tories.
Los marinos de la Flota del Atlántico, arribando a Invergordon (a orillas del Cromarty Firth en Escocia) la tarde del viernes 11 de septiembre sabían de las reducciones por los periódicos; algunos diarios contaron que habría una rebaja universal del 25%. La consternación fue palpable. El día después, recibieron órdenes del Almirantazgo confirmando las reducciones. La tarde del 13 de septiembre, cuando ya las tripulaciones empezaban a hacer campaña, el contraalmirante Wilfrid Tomkinson (tomando el mando temporal mientras el almirante Sir Michael Hodges estaba hospitalizado) recibió una carta del Almirantazgo fechada el 10 de septiembre. Esta carta daba las razones para las reducciones de sueldos. La mañana siguiente, Tomkinson ordenó a los comandantes de todos los buques que leyeran selecciones de la carta del Almirantazgo a sus oficiales y tripulaciones. Sin embargo, varios buques aún no habían recibido copias de la carta y no lograron informar a sus tripulaciones hasta la tarde del 15. Para entonces, muchas tripulaciones ya estaban decididas a secundar los paros.

## Disturbios Iniciales
Diez buques anclaron en el puerto el 11: el acorazado Hood (el buque insignia), los cruceros Dorsetshire, Norfolk, Repulse y York, los acorazados Malaya, Rodney, Valiant y Warspite, y el Adventure. Al desembarcarse, los oficiales y marinos leyeron los diarios y supieron de las rebajas de sueldos. La noche del 12, un grupo de marinos se juntaron en una cancha de fútbol. Se pusieron de acuerdo para organizar una huelga y salieron cantando la Red Flag. Al anochecer del día siguiente, varios de ellos dieron discursos en contra de las reducciones en la cantina del embarcadero. El Oficial de la Patrulla notificó este incidente al Warspite, el buque de guardia esa noche, y pidió refuerzos. Fueron enviadas patrullas de refuerzo, encabezadas por el Capitán Wake (el comandante del Warspite) y fue cerrada la cantina. Los marinos se fueron pacíficamente, aunque siguieron hablando en el muelle. Después de considerar los informes del Capitán Wake y el Contraalmirante Colvin (el jefe de Estado Mayor), Tomkinson decidió no ordenar acciones disciplinarias. Informó al Almirantazgo del incidente y su decisión por telegrama. Mientras tanto, ancló el acorazado Nelson. 
El 14 de septiembre, el Warspite y Malaya partieron a hacer sus ejercicios normales, y durante el curso del día llegaron cuatro buques más: el Centurion, el Shikari, el Snapdragon y el Tetrarch. Esa tarde, Tomkinson fue el anfitrión de una cena para los oficiales. Poco antes de la comida, informaron a Tomkinson que se habían mandado patrullas del Hood y el Valiant para apaciguar los nuevos disturbios en la cantina y al aire libre en el litoral. Estos disturbios se caracterizaron por los alborotos, con civiles entre los marinos. El Oficial de la Patrulla logró hablar con la asamblea, pero siguieron a pesar de todo cuando dejó de hablar. Los marinos volvieron a sus buques, pero varios de ellos se unieron en la cubierta y siguieron con sus protestas. Tomkinson informó nuevamente al Almirantazgo de las protestas, diciendo que le parecía que la causa era la rebaja desproporcionada de 25% para algunos hombres. Mandó a los comandantes volver a sus buques para informarle de la situación. 
Los informes indicaron que no había problemas en los cruceros, pero las tripulaciones de los acorazados Rodney, Hood, Valiant y Nelson tramaban para prevenir las salidas de sus buques en maniobras de práctica el día siguiente; las protestas se limitaron a los rangos menores, y no mostraban animosidad hacia los oficiales. En la madrugada del 15 de septiembre, Tomkinson consideró cancelar los ejercicios. Sin embargo, después de discusiones con varios oficiales menores, los comandantes del Hood y el Nelson y los Oficiales de la Patrulla que habían visto pasar las cosas, decidió en contra de eso, esperando que el Repulse acataría órdenes y que eso sofocaría cualquier resistencia en otros buques. Dio la orden a los comandantes de que investigaran las querellas en el tiempo debido para informarle de casos típicos que podría usar para presentar las protestas al Almirantazgo, e informó al Almirantazgo que esperaba tener problemas al zarpar el día siguiente.

## El motín
La madrugada del 15, el Repulse zarpó a tiempo a las 06:30. Sin embargo, los marinos a bordo de los otros 4 buques que debían zarpar ya empezaban a rehusar sus órdenes. En el Hood y el Nelson, las tripulaciones hicieron su rutina de puerto, y se negaron a zarpar a mar abierto. En el Valiant y el Rodney, sólo hicieron las tareas esenciales, incluyendo la provisión de patrullas de seguridad, sin recurrir a sus oficiales. Todo el día, muchedumbres aplaudientes se unieron en las proas de todos los buques menos el Centurion y el Exeter; en el Rodney, un piano fue arrastrado a bordo y tocado. Mientras los oficiales daban órdenes y amenazas por megáfonos, las tripulaciones o no les hacían caso o se burlaron de ellos. El Valiant echó las amarras y trató de zarpar con una tripulación reducida, pero no pudo. En el mismísimo Hood, los tripulantes en paro bloquearon los intentos de los oficiales de echar las amarras. Hasta los Royal Marines, que debían mantener la disciplina y aplastar cualquier motín, se solidarizaron. Tomkinson suspendió los ejercicios, canceló todos los permisos de salida y mandó que procedieran de toda prisa las investigaciones de agravios. El Warspite, el Malaya y el Repulse recibieron órdenes de volver a puerto.
Esa tarde, Tomkinson reiteró su declaración al Almirantazgo, pidiendo la comunicación de una decisión temprana y diciendo que no creía que fuese posible restaurar el orden o prevenir el deterioro de la situación hasta que recibiera la decisión. Finalmente recibió una respuesta a las 20:00, mandándole informar a los marinos que los sueldos actuales seguirían hasta el final del mes y que el Almirantazgo esperaba que los hombres mantendrían las tradiciones del servicio y siguieran en sus deberes. El Almirantazgo dijo que la rebaja era solamente un 10%, pero esto no tomaba en cuenta la situación para los de la escala vieja. En su segundo telegrama, Tomkinson recibió instrucciones de retomar los ejercicios en el momento en que acabara con las reclamaciones. Tomkinson creyó que esta respuesta revelaba que no lograba comunicar la gravedad de la situación y contestó que sería imposible reanudar los ejercicios dadas las circunstancias. El paro se esparcía de un buque a otro: Las tripulaciones del Norfolk y el Adventure se habían unido a las del Rodney y el Valiant en solo hacer las tareas esenciales, con el Dorsetshire y el Hood a punto de seguir. También había noticias de que algunos de los Petty Officers, que hasta entonces habían acatado sus órdenes, empezaban a solidarizarse. 
En la madrugada del 16 de septiembre, Tomkinson informó a la Flota que el Almirante Colvin había sido mandado al Almirantazgo para presentar los agravios de los marinos, pero no se podía esperar una decisión por 1 o 2 días; esperaba que toda tripulación volviera al trabajo.
La mañana del 16, Tomkinson recibió la última reclamación. Mandó al Oficial Contador de la Flota al Almirantazgo con estas, y envió algunas por telegrama. Después de una discusióm con los Contraalmirantes Astley-Rushton (Second Cruiser Squadron, en el Dorsetshire) y French (Second Battle Squadron, en el Warspite), incluyó su opinión de que el motín empeoraría si no hicieran una concesión de inmediato. Sugirió que los marinos con sueldos menores en las tasas viejas siguieran en esas tasas con una baja del 10%, y que las subvenciones de matrimonio se extendieran a los menores de 25. Además, pidió que los miembros del Almirantazgo visitaran Invergordon para tratar las problemas en persona. Poco después, el Almirantazgo le informó que el asunto estaba en manos del gabinete, y pasó esta noticia a la Flota. Mientras tanto, la tripulación del Hood había dejado de hacer todas las tareas menos las esenciales. Algunos marinos amenazaban con sabotaje y deserción temporal. Esa tarde, el Almirantazgo mandó a la Flota que volviera a sus puertos de inmediato. Tomkinson dirigió a los buques a proceder en sus escuadras cuanto antes, y les dio a los oficiales y marinos con familia en Invergordon permisos de salida a tierra para despedirse. Esa noche, la flota zarpó de Invergordon.

## Resultados
Resumiendo el motín para el Almirantazgo, Tomkinson dijo que las tripulaciones habían seguido siendo respetuosas con sus oficiales durante su duración, y que los oficiales habían hecho lo mejor para explicar las razones del gobierno para las rebajas y que las reclamaciones se tomarían en serio. Concluyó que el motín había sido causado ante todo por la rebaja del 25% para los de las tasas menores que se unieron antes de 1925, que no había agravios aparte de las reducciones, que la querella estaba bien fundada, y que cualquier uso de la fuerza habría empeorado la situación.
El Gabinete aceptó la recomendación de Tomkinson de que los marinos en las tasas viejas siguieran en ellas, con una rebaja de sueldo de un 10% al igual que el resto del servicio. Dejaron claro que nuevas insurrecciones recibirían castigos draconianos. Varios de los líderes del motín fueron encarcelados, y 200 marinos de la Flota Atlántica fueron expulsados de la Royal Navy. Algo más de 200 marinos fueron expulsados de otras partes de la Armada, acusados de fomentar incidentes semejantes. El Almirantazgo consideró a Tomkinson responsable del motín, culpándolo por no castigar a los disidentes después de las primeras protestas.
El Motín de Invergordon fue un evento clave para hacer que Gran Bretaña dejara el patrón oro el mes siguiente. En 1932, el nombre de la Flota Atlántica fue cambiado a Home Fleet.

## Eventos similares
- Chile: Muy poco tiempo antes, en el mismo mes de septiembre de 1931, se produjo en Chile un motín por razones similares, aunque su desenlace fue distinto. Véase Sublevación de la Escuadra de Chile.

- Datos: Q590776